# Nicolas Gervaise
Nicolas Gervaise (Paris, 1663 - 20 novembre 1729) est un missionnaire jésuite français.

## Biographie
Frère cadet d'Armand Jean Le Bouthillier de Rancé, prêtre à la paroisse Saint-Martin de Tours, il passe quatre années au Siam (1681-1685) et rentre en France, où il devient curé de Vannes, en compagnie de deux princes du royaume de Gowa dans le sud de l'île de Célèbes. Ceux-ci deviennent les protégés de Louis XIV, entrent chez les Jésuites et voyagent à travers toute la France. 
Les deux princes et Nicolas Gervaise échangent une très riche correspondance qui aboutit à la publication en 1688 de l'ouvrage Description historique du royaume de Macassar puis de Histoire naturelle et politique du Siam. 
On lui doit aussi en 1699 La Vie de Saint Martin, Évêque de Tours et en 1715, Histoire de Boëce, avec l'analyse de tous ses ouvrages.
Nommé évêque d'Horren (1722), il est envoyé pour les missions d'Amérique du Sud, passe en Guadeloupe et en Martinique et est assassiné sur les bords de l'Orénoque en Guyane espagnole, avec tous les autres membres de la mission le 20 novembre 1729 par les indiens Galibis.